# Luisa Fernanda Giraldo
Luisa Fernanda Giraldo Vargas (Bogotá, 4 de febrero de 1966) es una reconocida actriz colombiana reconocida por sus grandes papeles en telenovelas colombianas su último trabajo un proyecto con Pobres Rico.

## Filmografía

### Televisión
| Año       | Tìtulo                                              | Personaje                  |
| --------- | --------------------------------------------------- | -------------------------- |
| 1988      | Zarabanda                                           |                            |
| 1988      | Nieve tropical                                      | Mesera Cantina Waitress    |
| 1991      | ¿Por qué mataron a Betty si era tan buena muchacha? |                            |
| 1995      | Solo una mujer                                      | Mariaelena                 |
| 1996      | Oro                                                 |                            |
| 1996      | Las ejecutivas                                      | Viviana de Lopez           |
| 1998      | El amor es más fuerte                               | Norma                      |
| 1999      | Divorciada                                          | Michelle                   |
| 2000-2002 | Pobre Pablo                                         | Susy                       |
| 2002-2004 | Francisco el matemático                             | Rosario de Beltrán         |
| 2003-2004 | La costeña y el cachaco                             | Myriam de López            |
| 2005      | Lorena                                              | Emperatriz                 |
| 2006-2008 | La hija del mariachi                                | Mireya Fuentes             |
| 2009      | Aquí no hay quien viva                              | Erika (Actuación especial) |
| 2009      | Novia para Dos                                      |                            |
| 2010      | Yo no te pido la luna                               | Magaly                     |
| 2011      | La reina del sur                                    | Trinidad Sanchez 'Makoki'  |
| 2012-2013 | Pobres Rico                                         | Carmenza                   |
| 2016-2018 | Sin senos sí hay paraíso                            | Paula Vda. De Bayona       |
| 2017      | La Nocturna                                         | Supervisora Guarnizo       |
| 2017      | Infieles                                            |                            |
| 2019      | Las muñecas de la mafia 2                           | Irma                       |
| 2019      | Más allá del tiempo                                 | Luz Castro de Gutiérrez    |
| 2019      | Distrito salvaje                                    | Myriam                     |
| 2020      | Operación pacifico                                  | Eloisa                     |
| 2021      | Interiores                                          | Aleida                     |
| 2021      | Chichipatos                                         | Asunción Ortega            |
| 2021      | Emma Reyes la huella de la infancia                 |                            |
| 2021      | Enfermeras                                          |                            |
| 2022      | Te la dedico                                        | Lourdes                    |
| 2022      | Primate                                             | Gladicita                  |

### Cine
| Año  | Tìtulo                               | Personaje       |
| ---- | ------------------------------------ | --------------- |
| 1988 | Nieve Tropical                       |                 |
| 2020 | Chichipatos: ¡Qué chimba de Navidad! | Asunción Ortega |